# Igel-Stäubling
Der Igelstäubling oder Igelbovist (Lycoperdon echinatum) ist ein Pilz aus der Familie der Champignonverwandten (Agaricaceae).

## Merkmale
Die kugeligen bis umgekehrt birnenförmigen Fruchtkörper besitzen eine verjüngende Basis und werden bis 6 cm hoch sowie 4 cm im Durchmesser. Auf der bald dunkelbraunen Außenhülle (Exoperidie) befinden sich hell-gelbbraune, bis zu 5 mm lange und in Büscheln zu drei oder vier stehende, gekrümmte weiche Stacheln. Diese fallen später ab und hinterlassen auf der Oberfläche ein dunkelrotbraunes, netzförmiges Muster. Das Fruchtfleisch (Gleba) ist jung weiß, später bräunend, und wandelt sich schließlich in dunkelbraunen Sporenstaub um, der durch eine Öffnung am Scheitel abgegeben wird.
Die braunen Sporen sind kugelig, 4–5 µm breit, dicht mit stacheligen Warzen besetzt und weisen ein 1–2 µm langes Anhängsel (Sterigmenrest) auf. Das Geflecht (Capillitium) im Inneren der Fruchtkörper besteht aus bis zu 6 µm breiten Hyphen. Es ist rotbraun gefärbt, verzweigt, elastisch und besitzt kleine Poren.

## Ökologie
Der Igel-Stäubling kommt vor allem in Buchenwäldern auf basischen Böden vor, wobei er insbesondere in Haargersten- und Waldmeister-Buchenwäldern auftritt. Daneben wächst der Pilz in Tannen-Buchenwäldern und Eichen-Hainbuchen-Wäldern sowie in Fichtenforsten, wo er meist bei Buchen zu finden ist. Der Stäubling ist von der planaren bis in die Montane Höhenstufe anzutreffen. Die Fruchtkörper erscheinen vor allem von Juli bis Oktober.

## Verbreitung
Der Igel-Stäubling ist von Portugal in Westeuropa bis Japan in Ostasien, nach Norden bis Irland und Südschottland, Schweden, Finnland, Estland und Sibirien sowie südwärts bis Italien und Bulgarien, zum Kaukasus, bis nach Iran und China verbreitet. Darüber hinaus ist er in Mittelamerika und im östlichen Zentralafrika zu finden.

## Artabgrenzung
Der Igel-Stäubling ist durch seine bis zu 5 mm langen Stacheln unter den Stäublingen gut gekennzeichnet. Der Geschwänztsporige Stäubling (Lycoperdon pedicellatum) besitzt eine gewisse Ähnlichkeit, hat aber nur bis zu 2 mm lange Stacheln. Ähnliches gilt für Lycoperdon pulcherrinum, ein Stäubling, der in den Vereinigten Staaten zu finden ist. Besonders lange Stacheln besitzt Lycoperdon compactum, eine in Neuseeland endemische Art. Sie unterscheidet sich durch kleinere Sporen sowie hyalines, septiertes Capillitium.

## Bedeutung
Der Pilz ist jung essbar, solange das Innere weiß gefärbt ist.